# Jeroen Zoet
Jeroen Zoet (n. 6 ianuarie 1991, Veendam⁠(d), Groningen, Țările de Jos) este un fotbalist aflat sub contract cu PSV Eindhoven.